# Grigio (album)
Grigio è un album dei Quintorigo uscito in Italia nel 2000.

## Il disco
Contiene fra gli altri i brani Grigio  e Malatosano, due fra i maggiori successi del gruppo romagnolo, insieme alla cover dei Deep Purple Highway Star. Nel CD è presente una traccia nascosta (disseminata tra numerose minitracce mute) intitolata Alle spalle, che è un monologo di Di Leo, recitato sopra le righe, che racconta dell'incontro-scontro di un uomo con la sua stessa ombra.
In una edizione successiva dell'album è stato incluso anche Bentivoglio Angelina (Kon tutto il mio amaro), brano con cui i Quintorigo hanno partecipato al Festival di Sanremo 2001.

## Tracce
1. La nonna di Fredrick lo portava al mare (04.23)
2. Grigio (03.43)
3. Malatosano (03.46)
4. Precipitango (03.44)
5. Egonomia (05:06)
6. Intro / Opening credits (05:26)
7. Nola vocals (03:12)
8. Zahra (03.43)
9. Causa vitale (03:55)
10. Highway Star (06:31)
11. Bentivoglio Angelina (kon tutto il mio amaro) (04:15)

- Alle spalle (ghost track) (6:05)